# Linda Kash
Linda Kash (* 17. Januar 1967 in Montreal, Québec) ist eine kanadische Schauspielerin.

## Leben und Leistungen
Kash ist eine Tochter der Opernsängerin und Schauspielerin Maureen Forrester und des Geigers Eugene Kash und Schwester des Schauspielers Daniel Kash. Sie debütierte als Mitglied der Gruppe The Second City in Toronto. In den Komödien The Events Leading Up to My Death (1991), Die Chaos-Kanone (1993), Chaos in der Schule (1994), Ernest in Afrika (1997) und Dill Scallion (1999) spielte sie größere Rollen.
Ihre Rolle in der Komödie Best in Show (2000) brachte Kash im Jahr 2001 eine Nominierung für den Canadian Comedy Award. In der Komödie Soldat Kelly (2002) spielte sie an der Seite von Hilary Duff und Christy Carlson Romano eine der größeren Rollen. In der Komödie Sind wir endlich fertig? (2007) war sie in einer größeren Rolle neben Ice Cube und Nia Long zu sehen. Für ihre Rolle in der Fernsehserie Robson Arms wurde sie im Jahr 2007 für den Gemini Award nominiert.
Linda Kash war mit dem kanadischen Schauspieler Paul O’Sullivan verheiratet, der am 18. Mai 2012 bei einem Verkehrsunfall im Alter von 47 Jahren ums Leben kam.

## Filmografie (Auswahl)
- 1986: Nachtstreife (Night Heats, Fernsehserie, 1 Episode)
- 1990: Max Glick (Fernsehserie, 1 Episode)
- 1991: The Events Leading Up to My Death
- 1993: Die Chaos-Kanone (Ernest Rides Again)
- 1994: Chaos in der Schule (Ernest Goes to School)
- 1995: Fast Perfect (Fernsehserie)
- 1996: Wenn Guffman kommt (Waiting for Guffman)
- 1997: Ernest in Afrika (Ernest Goes to Africa)
- 1999: Dill Scallion
- 2000: Apartment Hunting
- 2000: Best in Show
- 2002: Soldat Kelly (Cadet Kelly)
- 2003: Das Wunder der Lions (Full Court Miracle)
- 2005: Das Comeback (Cinderella Man)
- 2006: Man of the Year
- 2007: Sind wir endlich fertig? (Are We Done Yet?)
- 2007–2008: Robson Arms (Fernsehserie, 9 Episoden)
- 2008: Der Love Guru (The Love Guru)
- 2009: Skyrunners
- 2011: Running Mates
- 2011: Servitude
- 2014, 2015: Haven (Fernsehserie, 2 Episoden)
- 2015: Saving Hope (Fernsehserie, 1 Episode)
- 2016: Anne auf Green Gables (Anne of Green Gables, Fernsehfilm)
- 2016: Unless
- 2017: Fargo (Fernsehserie, 4 Episoden)
- 2017: Love on Ice (Fernsehfilm)
- 2018: Ein Rezept für die Liebe (Little Italy)
- 2019–2021: Private Eyes (Fernsehserie, 8 Episoden)
- 2020: The Bet
- 2020: Getting to Know You
- 2020: Vier Freunde und die Geisterhand (Ghostwriter, Fernsehserie, 1 Episode)
- 2021: Batwoman (Fernsehserie, 1 Episode)
- 2021: Overlord und die Underwoods (Overlord and the Underwoods, Fernsehserie, 1 Episode)
- 2021: Guilty Party (Fernsehserie, 5 Episoden)
- 2022: A Grand Romantic Gesture
- 2024: Falling Together (Fernsehfilm)